# لقاء السفينة
لقاء السفينة Ark Encounter ، أو منتزه سفينة نوح ، هي منتزه ترفيهي مسيحي عن سفينة نوح ، تم افتتاحه في ويليامزتاون ، كنتاكي ، الولايات المتحدة في عام 2016 . يتكون في أساسه من نموذج لسفينة نوح النبي حسب الوصف الموجود في التوراة. محور المنتزه هو تمثيل كبير لسفينة نوح ، بالأحجام استنادًا إلى قصة طوفان سفر التكوين الواردة في الكتاب المقدس . يبلغ طولها 510 قدم (155 م) وبعرض 85 قدم (26 م) و علوها 51 قدم (16 م) .
يتم تشغيل منتزه سفينة نوح بواسطة شركة ترفيهية تسمى Answers in Genesis (AiG) ، وهي منظمة شابة YEC تدير أيضًا متحف الخلق ، ويقع المنتزة على بعد 45 ميل (70 كـم) من مدينة بطرسبورغ ، كنتاكي . أسس الأسترالي كين هام ، المؤسس والرئيس التنفيذي لشركة AiG ، المنتزه. تروّج المتنزه المعتقدات في خلق الأرض و عمر الكون ، وعمر الأرض ، والتعايش بين البشر والديناصورات التي لا تطير .
بعد أن تمت دراسات الجدوى أن تكون الحديقة جاذبة لصناعة السياحة في الولاية ، تلقت شركة المنتزة آرك إنكاونتر حوافز ضريبية من المدينة والمقاطعة والولاية للحث على بنائها. أثار هذا انتقادات من مجموعات من السكان معنية بالفصل بين الكنيسة والدولة . تم الفصل في نزاع حول ممارسات التوظيف في شركة AiG في المحكمة الفيدرالية الأمريكية ، والتي وجدت في عام 2016 أن المنظمة قد تطلب من موظفي شركة آرك إنكاونتر التوقيع على بيان إيمان بمحتويات العهد القديم كشرط لتوظيفهم ، مما أثار انتقادات لممارسات التوظيف التمييزية في الحديقة.

## خبرات الزوار
تحتوي السفينة على 132 دهليز ، يبلغ طول كل منها حوالي 18 قدم (5.5 م) عالية ، مرتبة في ثلاثة طوابق. يدخل الزوار على السطح السفلي ويتنقلون بين الطوابق على منحدرات مبنية عبر منتصف السفينة . تحتوي الدهاليز الموجودة على السطح الأول على نماذج لبعض الحيوانات التي تعتقد الشركة المؤسسة للمنتزه أنها قد كانت على السفينة ؛ و لا توجد حيوانات حية داخل المعرض ،  على الرغم من وجود حديقة حيوانات أليفة في ساحة ومنتزه بجانب السفينة كتكملة للمعرض وهذا جاذب للأطفال . تهدف النماذج الموجودة إلى تمثيل " أنواع " الحيوانات ، والتي تروج الشركة المؤسة لها بإنها أدت إلى ظهور الحيوانات الحديثة بعد الطوفان. قبل افتتاح السفينة ذكرت وسائل الإعلام أنها ستعرض نماذج من الديناصورات و " وحيد القرن التوراتي ".

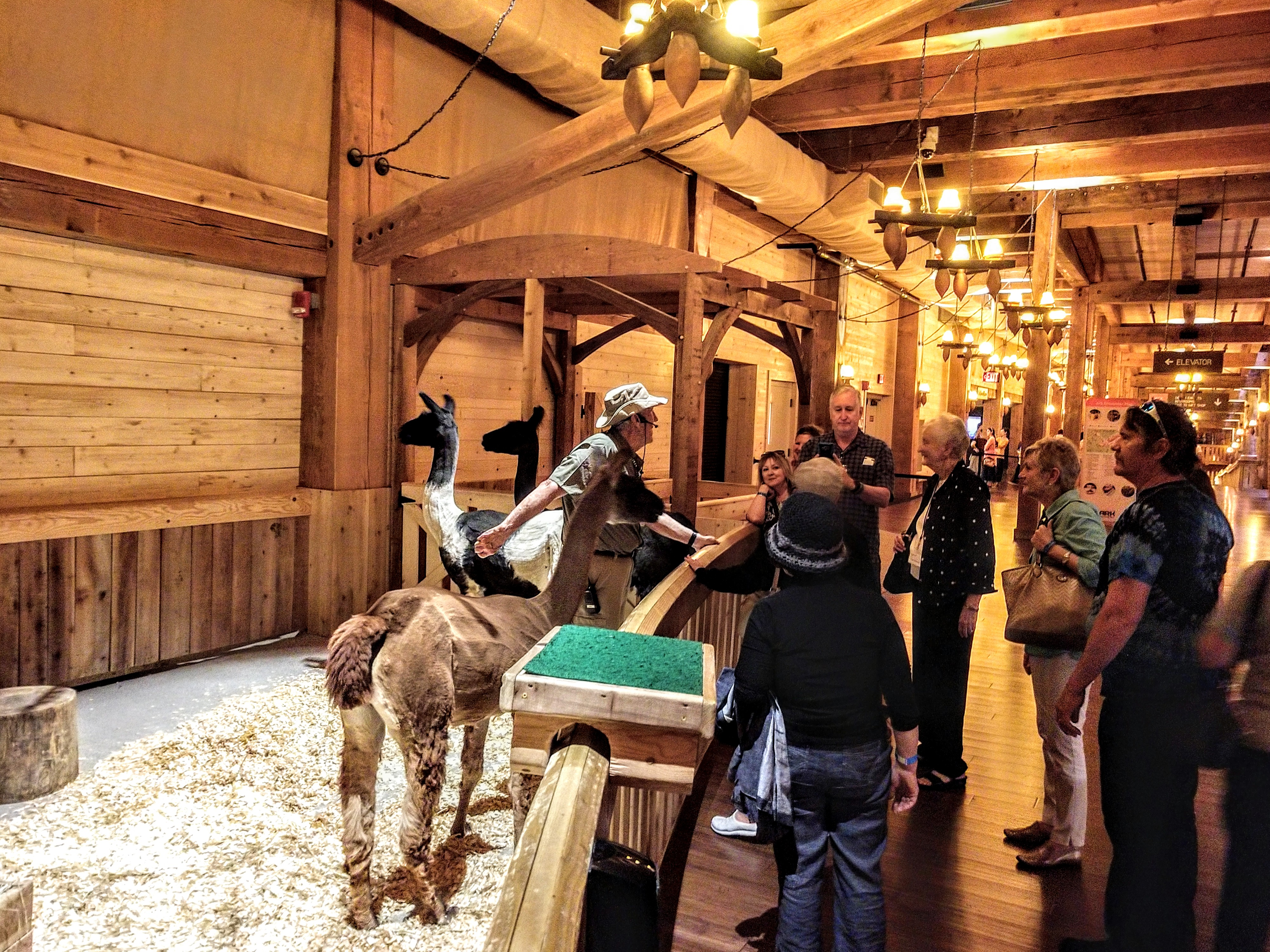
الطابق 2 ، معرض الحيوانات الحية بالتناوب بين حيوانات اللاما و Alpacas و الحمير من يوم لآخر.

يحتوي السطح الثاني على المزيد من النماذج الحيوانية ، جنبًا إلى جنب مع ديوراما ورشة النبي نوح والحدادة. تحتوي الخلجان الموجودة على السطح الثالث على عروض تعرض ما يعتقد أنه ربما حدث داخل وخارج الفلك (السفينة) أثناء الطوفان. تشمل المعروضات في ثلاثة من الخلجان قطعًا أثرية من المجموعة الخضراء والترويج لمتحف الكتاب المقدس ، وهو موقع جذب السياحة في واشنطن العاصمة شيدته عائلة جرين ، التي تبرعت لبناء المنتزه Ark Encounter.
صنف موقع الإنترنت RoadsideAmerica.com العروض التي تصور حالة الخطيأة في العالم قبل الطوفان ، بمن ضمنها تصور لكاهن يضحى بطفل لإله ثعبان غير مسمى ، وأشخاص يقاتلون عملاقًا ، وديناصورًا في ساحة مصارعة ، من بين أكثر المعروضات التي لا تنسى في جذب السياح .
تحمل السفينة على ارتفاع 15 قدم (4.6 م) من الأرض بسلسلة من الأبراج الخرسانية. ويندمج الجانب الأيمن من الهيكل في ثلاثة أبراج 80-قدم (24 م) من البناء التي تحتوي على سلالم ومصاعد ودورات مياه.
إلى جانب آرك إنكاونتر نفسها ، هناك عدد قليل من عوامل الجذب السياحي الأخرى داخل المتنزه ، بما في ذلك مطعم Emzara ، وهو مطعم من طابقين على طراز البوفيه يتسع لـ 1500 زائر ، مما يجعله أحد أكبر المطاعم في العالم . ومن الميزات أيضًا امكانية التزلج على الجليد ، ومسرح الواقع الافتراضي ، وحديقة حيوان تدعى Ararat Ridge التي تضم حديقة حيوانات أليفة ومجموعة متنوعة من الحيوانات البرية مثل حيوانات الكنغر والجمال.

## التاريخ

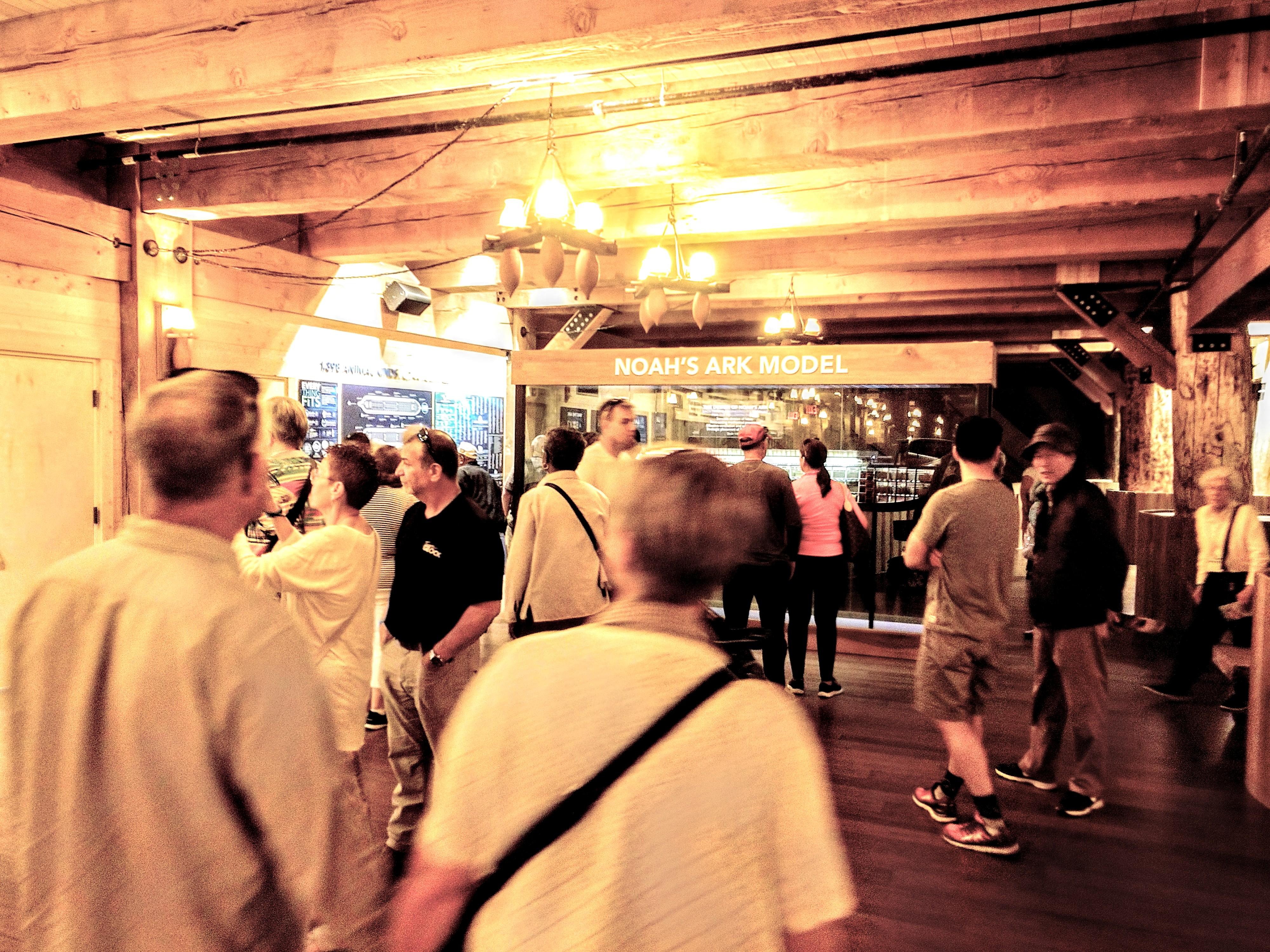
نموذج مصغر للسفينة على ظهر السفينة 1.

### التخطيط
في 1 كانون الأول (ديسمبر) 2010 ، أعلنت مجموعة خلق الأرض الشابة (AiG) والشركة الربحية Ark Encounter و LLC أنها ستشارك في بناء حديقة ترفيهية تسمى آرك انكاونتر ، والتي كما زعموا "تضفي المصداقية إلى الرواية التوراتية للفيضان الكارثي ولتبديد الشكوك بأن نوح كان بإمكانه وضع اثنين من كل نوع من الحيوانات على فلك طوله 500 قدم ". توقع الشركاء أن تكلفة الحديقة المكتملة تبلغ 150 مليون دولارًا  ، التي كانوا يعتزمون جمعها بشكل جماعي .
بموجب برنامج أقرته الجمعية العامة لولاية كنتاكي في عام 2010 ، تقدم مستثمرو آرك انكاونتر بطلب للحصول على حوافز التنمية الاقتصادية التي من شأنها أن تسمح لهم باسترداد 25 % من تكاليف بناء المشروع من خلال الاحتفاظ بجزء من ضرائب مبيعات الحديقة خلال السنوات العشر الأولى من تشغيلها. سيتوقف استلام الحوافز على اجتماع آرك انكاونتر مع أهداف الأداء المحددة عند الافتتاح. استشهد بيان صحفي صادر عن مكتب حاكم ولاية كنتاكي ستيف بيشير بدراسة جدوى بتكليف من آرك انكاونتر، LLC وأجرتها احدى شركات أبحاث المستهلك .
أجرت الشركة أيضًا دراسة جدوى لـ آرك انكاونتر ومسحًا للمواقف مدرج في كتاب Ken Ham ؛ المؤسس ARC C. Britt Beemer ، والذي كان له الفضل كمؤلف مشارك للكتاب. من المتوقع أن توظف الحديقة 900 شخص ، وتجذب ما يصل إلى 1.6 مليون زائر في السنة الأولى من تشغيلها ، وتحقق 214 مليون دولار مما يحدث أثرا اقتصاديا جيدا على المنطقة. اختارت المجموعة مساحة 320 هكتار قطعة أرض بالقرب من الطريق السريع 75 في مقاطعة جرانت ، كنتاكي ، بالقرب من مدينة ويليامزتاون وتقع حوالي 45 ميل (70 كـم) من متحف الإبداع AiG في بطرسبورغ ، كنتاكي.
حددت مدينة ويليامزتاون مسافة 1.25-ميل (2.01 كـم) حول موقع Ark Encounter كمنطقة تمويل لزيادة الضرائب ، مما يعني أن 75 % من ضرائب المبيعات والممتلكات المحصلة في المنطقة ستعود إلى أرك إنكاونتر لمدة 30 عامًا. سيدفع الموظفون العاملون في المنطقة أيضًا ضريبة توظيف بنسبة 2 % خلال نفس الإطار الزمني لآرك انكاونتر.
دفعت هيئة التنمية الصناعية في مقاطعة غرانت 195000 دولار لشركة Ark Encounter ، LLC لتعويض الشركة عن حقيقة أن خبر اهتمامها ببناء موقع جذب سياحي في مقاطعة غرانت قد تسربت مبكرًا ، مما تسبب في مضاعفة أسعار الأراضي في المنطقة. علاوة على ذلك ، قامت المحكمة المالية لمقاطعة جرانت بخصم سعر بيع 100 أكر (40 ها) للموقع للتأثير على الاختيار النهائي.
نقلاً عن الحوافز المقدمة ، قامت Ark Encounter ، LLC بجعل موقع Grant County اختيارهم النهائي والجدول الزمني لبدء العمل في أغسطس 2011. تشمل الخطط لمراحل إضافية من الحديقة نموذجًا لبرج بابل ، جنبًا إلى جنب مع نسخ طبق الأصل لمدينة قديمة مسورة وقرية من القرن الأول في الشرق الأوسط.

### شراء الموقع

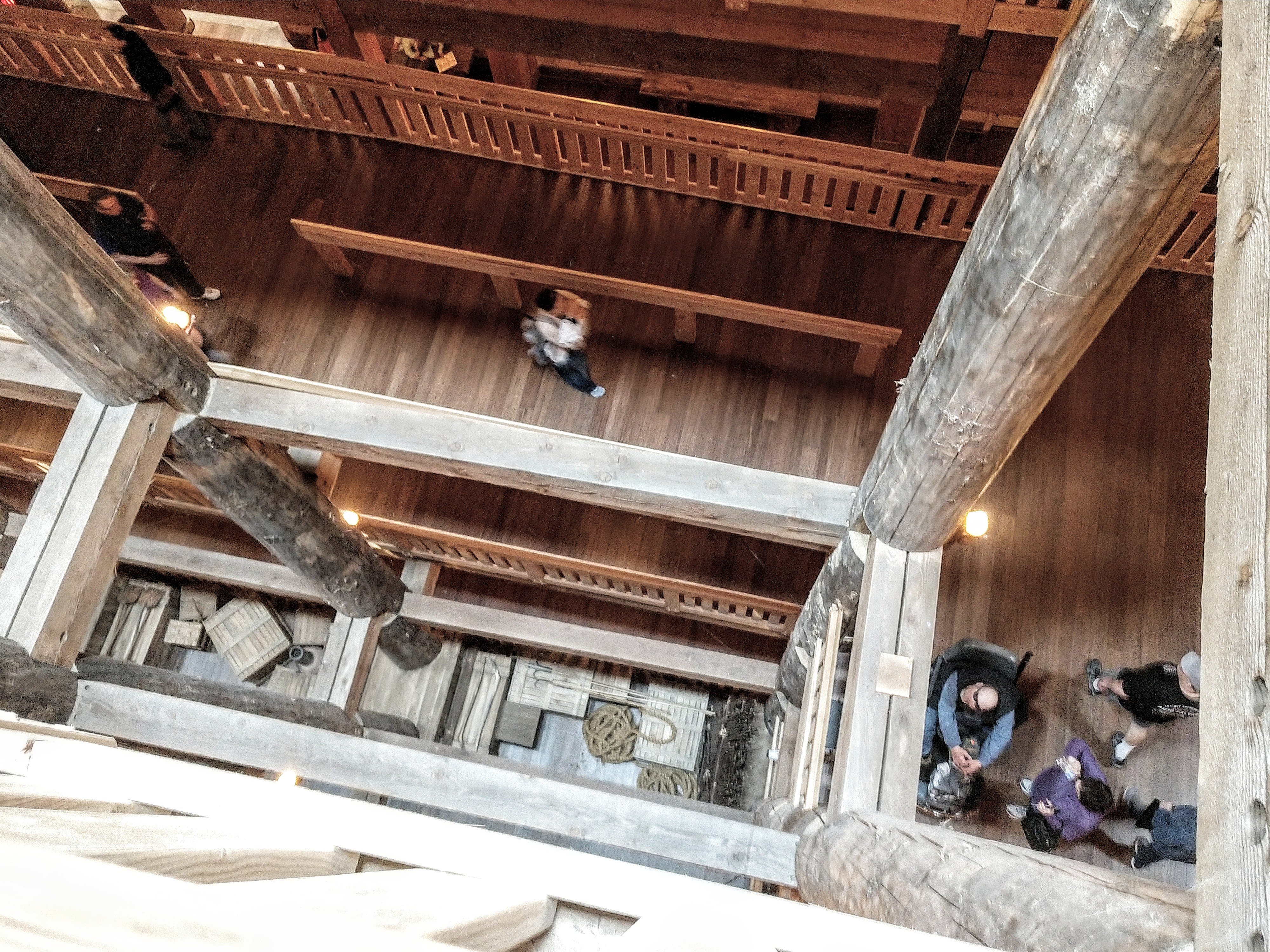
منظر من أعلى إلى أسفل منتصف منطقة مفتوحة.

انتهت أرك انكونتر و LLC من شراء موقع آرك انكاونتر بأكمله في فبراير 2012. في ذلك الوقت أعلنت جمعية AiG عن قرار إنشاء الحديقة على مراحل ، قائلة إنها جمعت 5 مليون دولار فقط  من مبلغ 24 مليون دولار  اللازمة لبدء البناء. تضمنت المرحلة الأولى نموذجًا كاملًا لسفينة نوح وحديقة حيوانات أليفة. وتضمنت الخطط الخاصة بخمس مراحل لاحقة نسخًا مماثلة لمدينة قديمة ذات سور وقرية كنموذج من الشرق الأوسط من القرن الأول وبرج بابل ، وأقفاص حيوانات ، ومسرح ذو مؤثرات خاصة يتسع لـ 500 مقعد.

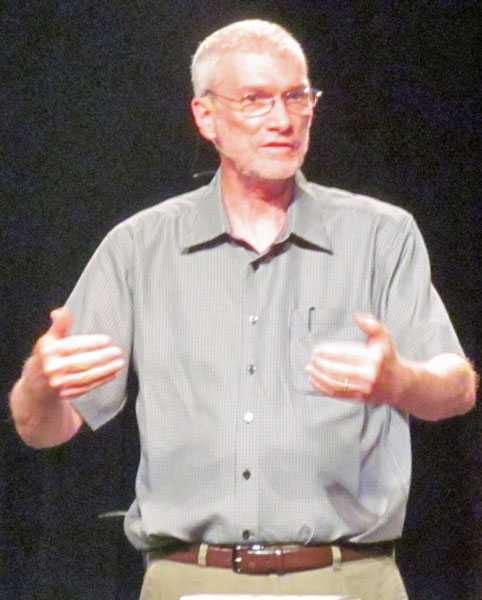
كين هام ، مؤسس إجابات في سفر التكوين ، المجموعة التي تقف وراء آرك انكاونتر.

في ديسمبر 2013 ، عرضت مدينة ويليامزتاون 62 مليون دولار باستخدام تمويل الزيادة الضريبية للسندات لبدء البناء في آرك انكاونتر. تم دعم السندات غير المصنفة من خلال الإيرادات المستقبلية المتوقعة لـ آرك انكاونتر لكن المدينة لم تكن مسؤولة عن سدادها في حالة عدم تحقق الإيرادات. في وقت العرض ، جمعت آرك انكاونتر و LLC ما يقرب من 14 مليون دولا ر من أجل بناء الحديقة.
حاولت مجموعة من المعترضين الملحدين على آرك انكاونتر تعطيل العرض من خلال التسجيل للبيع بأنفسهم وإجراء حملة علاقات عامة ضد السندات. في أوائل يناير 2014 بيعت سندات بـ 26.5 دولارًا فقط ، وتم بيع مليون من السندات ؛ إذا كان على الأقل 55  مليون دولار سندات لم يتم بيعها بحلول 6 فبراير ، على أن يتم استرداد جميع السندات تلقائيًا.
في 27 فبراير 2014 ، أعلن كين هام ، مؤسس AiG ، أن نقاشه في 4 فبراير حول قابلية الخلق مع الشخصية التلفزيونية بيل ناي "الرجل العلمي" قد حفز مبيعات السندات ، وأن آرك انكاونتر قد جمع ما يكفي من المال لبدء البناء. قال أصحاب المشروع أن التكلفة النهائية للحديقة عند افتتاحها تجاوزت 100 مليون دولار  ، بما في ذلك 62 مليون دولار  من طرح سندات ويليامزتاون و 36  مليون من التبرعات الفردية. كان من المتوقع أن تبدأ المرحلة الثانية من بناء الحديقة في 2018 أو 2019.
خصصت الجمعية العامة لولاية كنتاكي لعام 2014 مبلغ 1.15 مليون دولارًا أمريكيًا  إلى غرانت كاونتي لتحسين الطرق لاستيعاب حركة المرور الكثيفة المتوقع إنشاؤها لآرك انكاونتر. كما توقعت الجمعية الحاجة إلى 9.1  مليون دولار في عام 2017 لتحسين الطريق السريع 75 في ويليامزتاون ، لكن هذا التخصيص كان خارج نطاق خطة تمويل الطرق للولاية لمدة عامين. خصصت الجمعية العمومية لعام 2016 مبلغ 10 مليون دولارات أمريكية  لإنشاء تقاطع جديد بين كنتاكي الطريق 36 (KY 36) والطريق السريع 75.
حتى اكتمال التحسينات ، تدفع AiG للعاملين لتوجيه حركة المرور على KY 36 بالقرب من آرك انكاونتر. بعد التخصيص الأولي من قبل الدولة ، استثمرت أيه أي جي 500000 دولار من أموالها الخاصة في تحسين الطريق KY 36 ؛ هذا ، بالإضافة إلى تدفق حركة المرور بشكل أفضل من المتوقع ، أدى إلى قيام وزارة النقل بولاية كنتاكي بتقليص التحسينات المقترحة ، ومنح 3.5 مليون دولار  عقد في ديسمبر 2017. كان من المتوقع أن يكتمل المشروع في 2 نوفمبر 2018.
في يوليو 2014 ، مع انتهاء صلاحية الحوافز الضريبية المعتمدة إذا لم يبدأ العمل في الحديقة ، قامت آرك انكونتر بسحب الطلب المعتمد وقدمت طلبًا جديدًا لتلقي الحوافز على 73 مليون دولار للمرحلة الأولى. تطلب التطبيق الجديد إجراء دراسة جدوى جديدة. دفعت مجموعة AiG تكاليف الدراسة ، التي أجرتها شركة Hunden Strategy Partners مرة أخرى ، والتي توقعت حضور 400 ألف زائر سنويا ، أكثر تحفظًا ، و 787 وظيفة جديدة ، و 40 مليون دولار أمريكي عوائد أثر اقتصادي.
بعد وقت قصير من منح الطلب الموافقة المبدئية من هيئة تمويل تنمية السياحة في كنتاكي ، قال رئيس مجلس النواب في كنتاكي ، جريج ستومبو ، إنه يعتقد أن الحوافز غير دستورية. وأضاف أنه يتوقع رفع دعوى قضائية على الدولة وخسارة دعوى مكلفة بشأن هذه القضية.

### التصميم والبناء

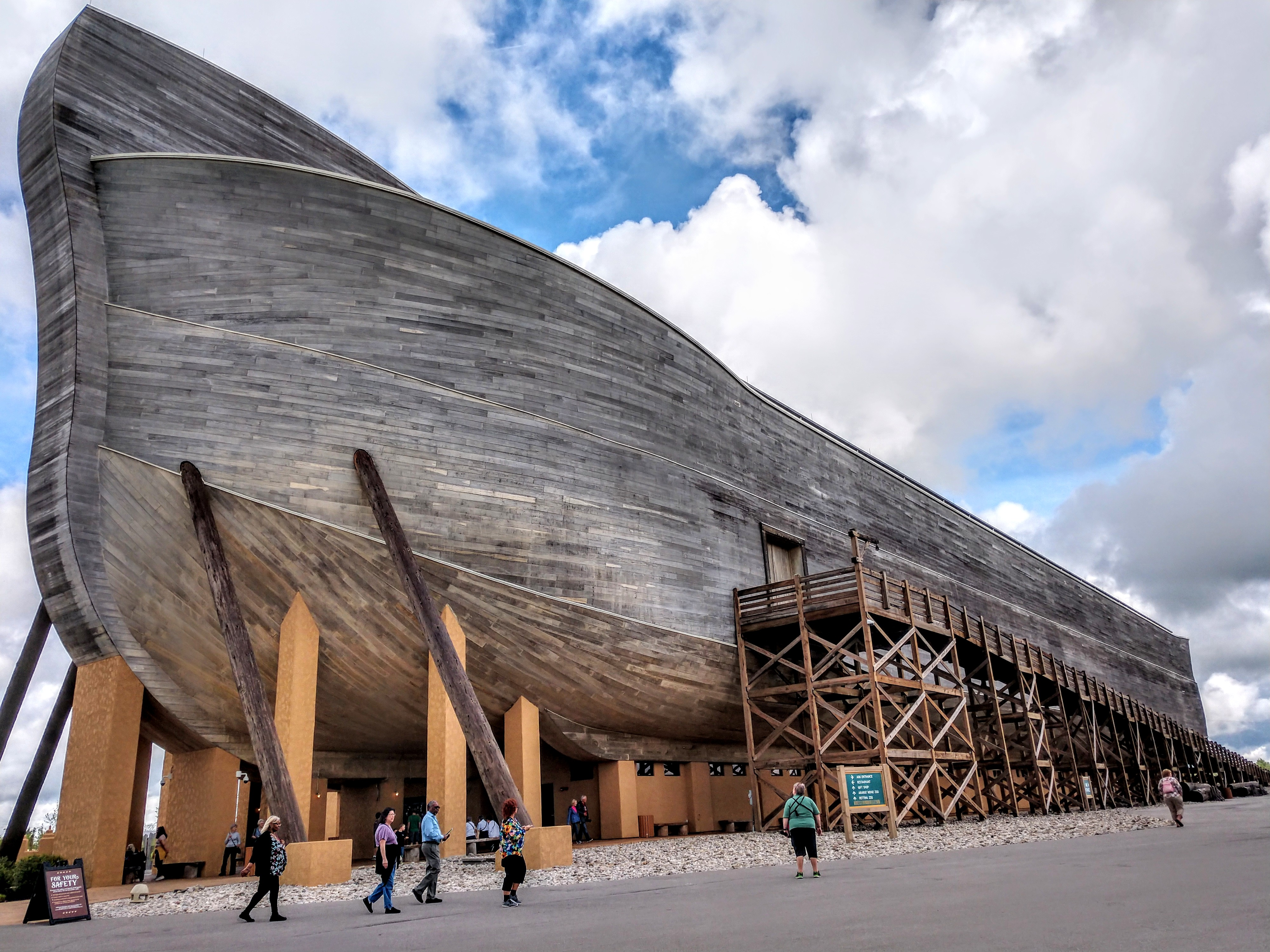
منظر بالقرب من السفينة مع زائرين لإظهار الحجم.

تم تعيين كاري سمرز ، الذي ترأس شركة Herschend Family Entertainment من عام 1992 إلى عام 1998 ، كمستشار رئيسي لـ آرك انكاونتر . كان باتريك مارش ، الذي ساعد في تصميم المعروضات لمتحف الإبداع ومناطق الجذب المصممة سابقًا في يونيفرسال ستوديوز فلوريدا ، جزءًا من فريق التخطيط والتصميم. تم التعاقد مع مجموعة "تروير غروب "، وهي شركة إنشاءات في ميشاواكا بولاية إنديانا ، للإشراف على بناء الفلك ، الذي شيده بناة الأميش باستخدام تقنيات الإطارات الخشبية التقليدية. في المجموع ، تم توظيف أكثر من 1000 حرفي في بناء الفلك. قدر الإمكان ، تم استخدام سحب اللوح بدلاً من تبخيره. تم استخدام المسامير الفولاذية للتوافق مع لوائح قانون البناء.
بينما خطط البناة في الأصل لتثبيت الفلك مع أوتاد خشبية ، تطلبت قوانين البناء الحديثة من البنائين استخدام مثبتات فولاذية ، وبالتالي تم استخدام 95 طنًا من الألواح المعدنية والمسامير لتوصيل الخشب معًا. تم تصميم الإضاءة الكهربائية بالداخل لتبدو مثل مصابيح الزيت . وفقًا لـ AiG ، فإن آرك انكاونتر هو أكبر هيكل إطار خشبي في الولايات المتحدة.

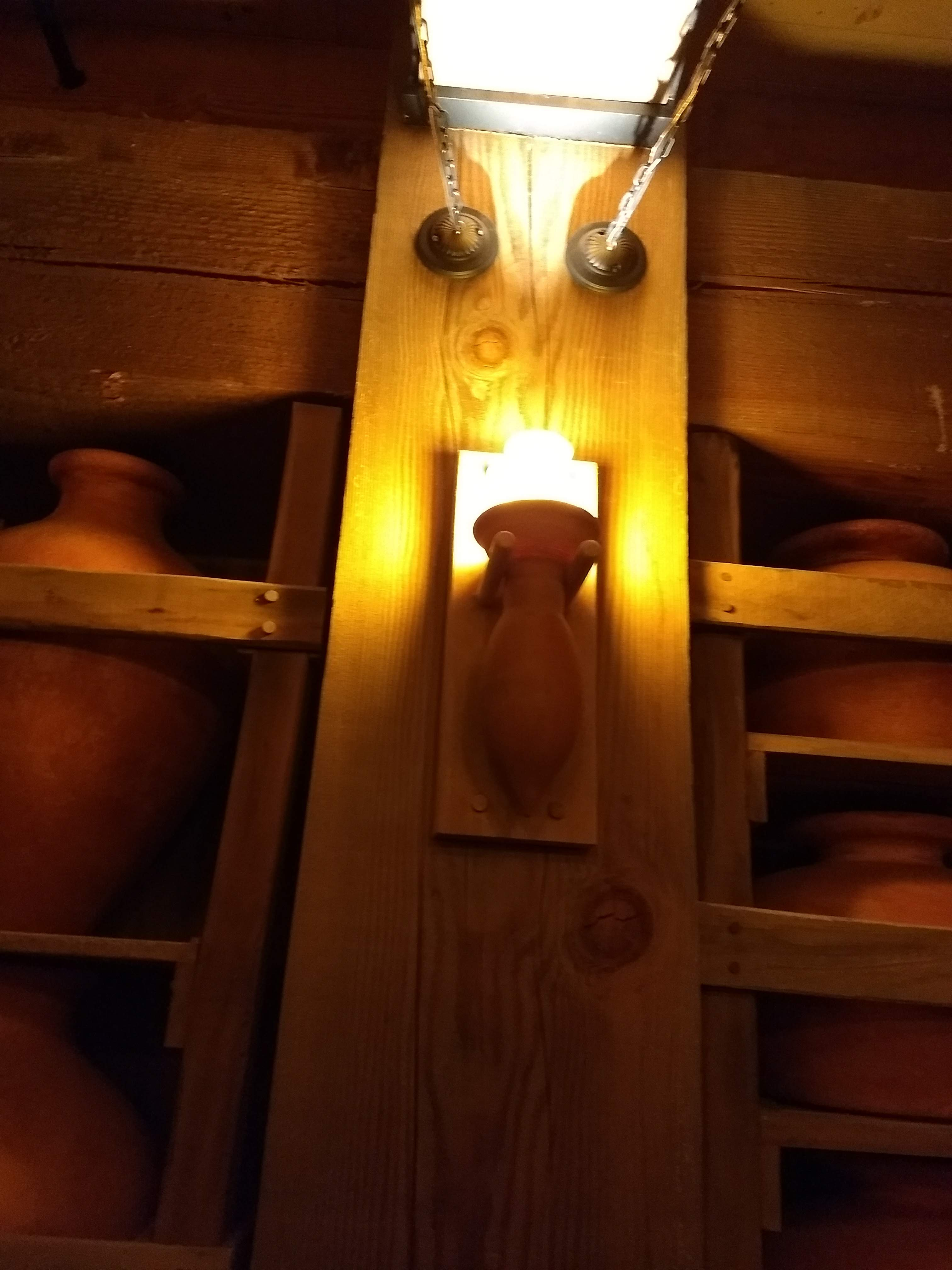
تم تصميم الإضاءة في Ark Encounter لتشبه مصابيح الزيت.

نظرت AiG في اثني عشر طولًا مختلفا يكون من الممكن مماثلا للذراع المكتوب في التوراة ، واختارت AiG استخدام طول 20.1 بوصة (51 سـم) للذراع ؛ أنتج هذا مخططًا لسفينة قياسها 510 قدم (155 م) طولا ، و بعرض 85 قدم (26 م) وارتفاع 51 قدم (16 م) . تتكون آرك انكاونتر من حوالي 7800 متر مكعب من الخشب. وتتكون أطارات السقينة في الغالب من خشب التنوب الإنجلمان ، بينما يتكون الجزء الخارجي من خشب الصنوبر ؛ كان طول بعض الأخشاب يصل إلى 50 قدم (15 م) بعرض 36 بوصة (91 سـم) في القطر.
تم بناء الهياكل والبنية التحتية للمنتزه باستخدام أساليب معتمدة من الريادة الصديقة للبيئة في الطاقة والتصميم البيئي (LEED) ، بما في ذلك التدفئة الحرارية الأرضية ، والتقاط مياه الأمطار ، والتدفئة الشمسية النشطة والسلبية. كتبت الواشنطن بوست أن قرار استخدام مثل هذه الأساليب كان نموذجًا "لتحول أساسي في الطريقة التي يفكر بها المسيحيون المحافظون دينًا في فكرتين كتابيتين أساسيتين: الهيمنة والقيادة". تنتج الحدائق المائية الخس لإطعام الحيوانات الموجودة في حديقة الحيوانات الأليفة ، بالإضافة إلى نباتات المناظر الطبيعية لمتحف Ark Encounter and Creation.
بدأت أطقم البناء في إزالة الأخشاب من الموقع في أواخر عام 2012 من أجل إزالة أشجار جوز shagbark قبل أن تهاجر خفافيش إنديانا المهددة بالانقراض إلى المنطقة لتعيش فيها. تم الحصول على الكثير من الأخشاب المستخدمة في بناء Ark Encounter من غابات متجددة أو أشجار موبوءة بالخنافس. أثناء البناء ، قام الرئيس السابق جيمي كارتر بجولة في Ark Encounter ، وقبول دعوة من LeRoy Troyer ، رئيس مجموعة Troyer Group.

### الافتتاح
افتتح آرك انكاونتر في 7 يوليو 2016 ، وهو التاريخ (7/7) المختار ليتوافق مع تكوين 7 : 7: "ودخل نوح وأبناؤه وزوجته وزوجات أبنائه الفلك هربًا من مياه الطوفان. "  أعلنت AiG أيضًا أنه خلال أول 40 يومًا و 40 ليلة من تشغيل آرك انكاونتر - في إشارة إلى فترة الطوفان (الأمطار والثورات الهيدرولوجية الجوفية) للفيضان التوراتي - ستمدد ساعات عملها ، وتقدم تذاكر النهار والمساء. في 5 يوليو ، أقامت AiG حفل قص الشريط في منتزه آرك انكاونتر ، حيث قام أعضاء من وسائل الإعلام وما يقدر بنحو 7000 متبرع للمشروع بجولة مبكرة في الفلك. وفقًا للمعلنين في الحديقة ، كان هناك 30 ألف زائر في الأيام الستة الأولى من تشغيلها (بمعدل 5000 زائر يوميًا).

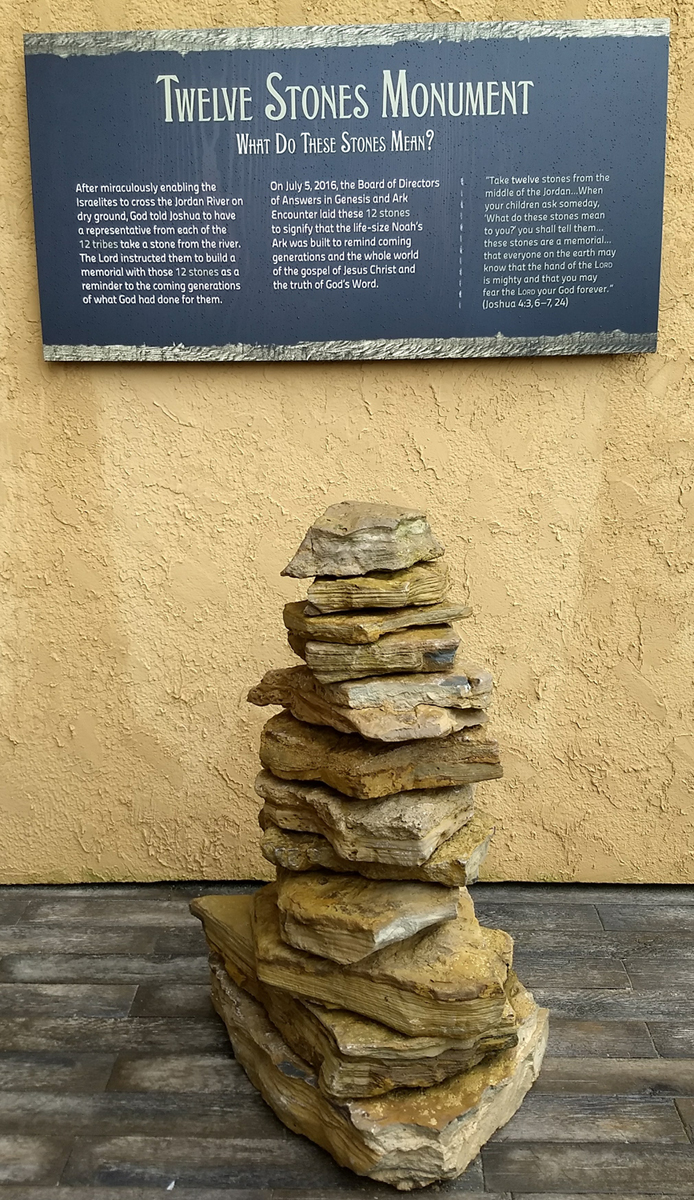
نصب تذكاري أقامه مجلس إدارة AiG قبل افتتاح Ark Encounter مباشرة ، مع لافتات تشير إلى نصب تذكاري مماثل من Joshua 4

خططت مجموعةالتفكير الحر المسماة "تري-ستيت فريثينكر" لاحتجاج على افتتاح آرك انكاونتر للوحة إعلانية قريبة تصور أشخاصًا يغرقون حول سفينة نوح مع تسمية توضيحية تقول "الإبادة الجماعية وسفينة المحارم: الاحتفال بمرور 2000 عام على الأساطير" ، لكن شركات اللوحات الإعلانية مثل "لامار ادفيرتيزنغ" و شركة "إيفنت أدفيرتايزينغ بروموشن إل إل سي" رفضت التصميم. ذكرت صحيفة كورير- جورنال أن ما يقرب من 150 من معارضي آرك انكاونتر تجمعوا بالقرب من مخرج الطريق السريع للاحتجاج على المنتزه في يوم افتتاحها. وقاد إريك هوفيند من شركة كرياشن توداي احتجاجًا مضادًا عرض خلاله دفع أموال لأي من متظاهري السفينة للقيام بجولة في السفينة ؛ وذكرت صحيفة نورث كانتكي تريبيون أن 21 متظاهراً مناهضاً للسفينة قبلوا عرض هوفيند.
في اليوم التالي ، قَبِلَ المحاور العلمي الشهير بيل ناي دعوة كين هام للقيام بجولة في آرك انكاونتر ،  وكان لديهم نقاش غير رسمي أثناء تجولهم في المبنى. صرح ناي ، "كل هذا مقلق للغاية. لديك المئات من أطفال المدارس الذين تم تلقينهم العقائد بالفعل وتعرضوا لغسيل دماغ. (. . . ) يتعلق الأمر بفكرة خاطئة تمامًا مفادها أن عمر الأرض يبلغ 6000 عام وهو أمر ينذرني بالخطر ". في وقت سابق من المناظرة ، قال هام ، "أكثر ما يقلقني هو أنك تعلم أجيالًا من الشباب أنهم مجرد حيوانات". تم تضمين لقطات من زيارة ناي لاحقًا في الفيلم الوثائقي Bill Nye: Science Guy ، الذي صدر في عام 2017.
أرسلت مؤسسة Freedom From Religion Foundation FFRF ، وهي منظمة تدافع عن الفصل بين الكنيسة والدولة ، رسائل إلى أكثر من 1000 منطقة تعليمية عامة في كنتاكي وتينيسي وأوهايو وإنديانا وويست فرجينيا تحذرهم من تنظيم رحلات ميدانية إلى Ark Encounter ، بحجة أن مثل هذه الرحلات من شأنها "تعريض الأطفال للتبشير الديني في انتهاك للفصل الدستوري بين الكنيسة والدولة ".
أجاب مفوض التعليم في مقاطعة غرانت ، ستيفن برويت ، أن الموافقة على الرحلات الميدانية هي قرار من مجالس المدارس المحلية ولكن يجب أن تكون مثل هذه الرحلات مرتبطة بشكل مباشر بالمنهج الدراسي. وقال إنه ليس من المناسب "لأطراف ثالثة خارجية أن تملي اختيارات رحلة ميدانية". زعمًا أن FFRF لم يكن صحيحًا في تأكيدهم ، نشر هام على مدونته أنه سيشجع مجموعات المدارس العامة على زيارة الفلك من خلال تقديم قبول بقيمة 1 دولار لكل طفل دون أي رسوم لمرافقة المعلمين لما تبقى من عام 2016.

### الأحداث اللاحقة

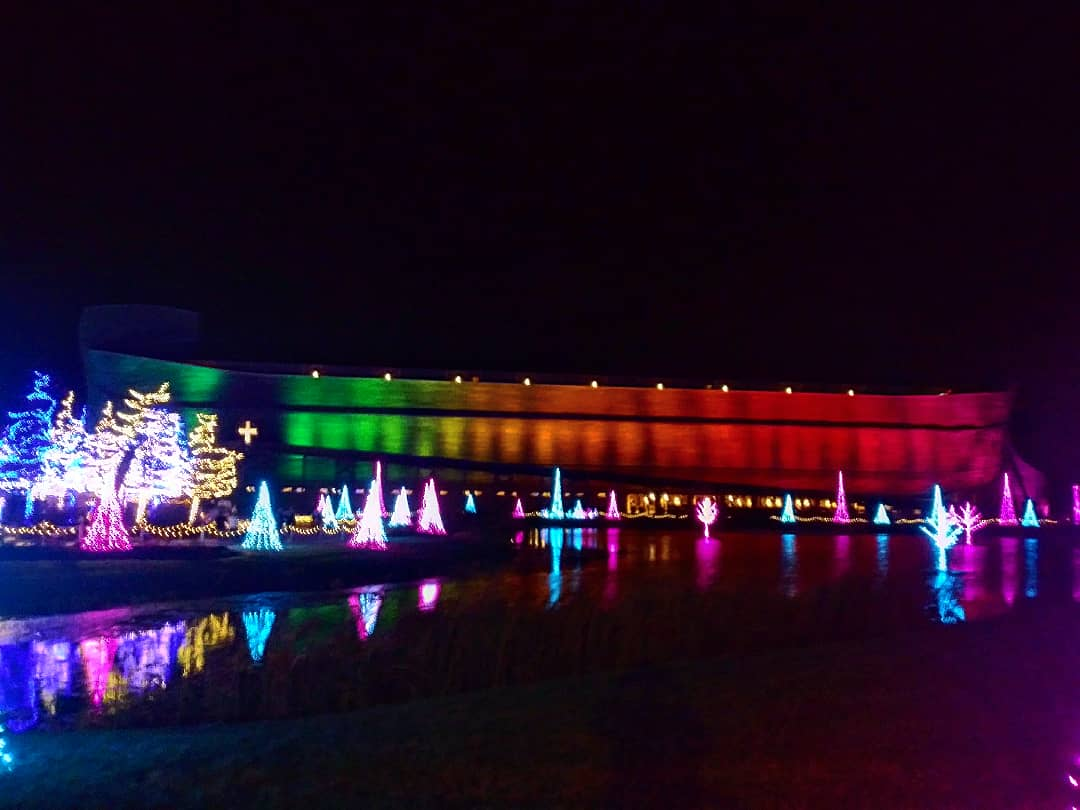
لقاء السفينة ليلاً ، ديسمبر 2021

احتج المفكرون الأحرار "تري-ستيت فريثينكر" سنويًا في آرك انكاونتر في ذكرى افتتاحه ، مستشهدين بممارسات التوظيف ، والتعاليم المناهضة للتطور ، وقبول الحوافز الضريبية للدولة كأسباب لمخاوف المحتجين. قدرت التغطية الإعلامية المحلية حجم احتجاج 2018 بما يتراوح بين 120 و 200 شخص.
في ديسمبر 2016 ، لموسم الأعياد ، أضاءت AiG السفينة بألوان قوس قزح ، والغرض من ذلك هو "استعادة الرمز من حركة حقوق المثليين " وتذكير المشاهدين بعهد نوح . وفي فبراير 2017 أعلن كين هام أن جمعية AiG ستواصل بشكل دائم إضاءة قوس قزح. تم تركيب مصابيح دائمة على السفينة في يوليو 2017. كما تخطط AiG لفتح "حديقة قوس قزح" بالقرب من حديقة الحيوانات الأليفة حيث تعرض الزهور ألوان قوس قزح.
في نوفمبر 2017 ، بدأ بناء مسرح يتسع لـ 2500 مقعد على أرض الحديقة. كان من المقرر في الأصل أن يتم الانتهاء من المسرح في الوقت المناسب لاستضافة مؤتمر "تجهيز العائلات للوقوف" ، المقرر عقده في 18 يوليو 2018 ، ولكن تأخر البناء ، ومن المتوقع لاحقًا افتتاح المبنى قبل نهاية عام 2018. أعلنت AiG أيضًا عن منطقة لعب جديدة للأطفال من المقرر افتتاحها في ربيع 2019 وتوسعة لحديقة الحيوانات الأليفة ، والمتوقع افتتاحها بحلول منتصف عام 2019.
استمر نزاع Ark Encounter مع FFRF الذي بدأ عند افتتاح الأول ، مع إرسال الأخير رسائل إلى 1،000 منطقة تعليمية تحيط بالجاذبية بعد أن عرضت AiG الدخول المجاني إلى الرحلات المدرسية.
في مايو 2019 ، رفعت آرك انكاونتر دعوى قضائية فيدرالية ضد شركات التأمين الخمس لعدم تغطية ما يقرب من 1  مليون دولار في الأضرار الناجمة عن تعطل الطرق بعد هطول الأمطار. وبحسب الدعوى ، تضرر طريق وصول بسبب الأمطار الغزيرة في عامي 2017 و 2018 ، مما تسبب في انهيار أرضي. وأشارت شركات التأمين إلى استثناء لتصحيح أوجه القصور في التصميم أو الصناعة المعيبة. طالبت الدعوى بتعويضات تعويضية وعقابية. لم يتضرر الفلك (السفينة) نفسه في الحادث ، وظل عامل جذب سياحي مفتوحًا للزوار. وتقدمت شركة التأمين ألايد وورلد بطلب لفصل دعاوى "خرق العقد" عن " ادعاءات سوء النية " لكن المحكمة رفضت الطلب. تمت تسوية القضية في أغسطس 2020 عندما طلب محامو كلا الجانبين رفض القضية. لم يتم الإعلان عن تفاصيل التسوية.
عملاً بأمر تنفيذي من حاكم ولاية كنتاكي آندي بيشير بإغلاق جميع الأعمال غير الأساسية في الولاية ، تم إغلاق آرك انكاونتر مؤقتًا في 17 مارس 2020 ، خلال وباء COVID-19 . أثناء الإغلاق ، أجرى موظفو AiG أحداثًا على Facebook Live ، لكن لم يُسمح للزوار بالدخول إلى المتنزه ، وتم تسريح العديد من موظفيها مؤقتًا. بعد أن أضاء "بشير " قصر الحاكم بالأضواء الخضراء كإظهار للتضامن والتعاطف مع ضحايا COVID-19 ، أضاءت AiG لوحة آرك انكاونتر باللون الأخضر أيضًا. عند إعادة الافتتاح في 8 يونيو ، حددت جمعية AiG عدد الزوار المسموح لهم في المتنزه بثلث قدرتها على تسهيل التباعد الاجتماعي ولاحظت إرشادات الصرف الصحي الأخرى التي أوصى بها كومنولث كنتاكي.
في أغسطس 2020 ، أعلن مسؤولو آرك انكاونتر أنها ستستضيف مهرجانًا موسيقيًا مسيحيًا في العام التالي والذي سيستمر "40 يومًا و 40 ليلة". أيضًا في أغسطس 2020 ، افتتحت آرك انكاونتر تجربة جديدة للواقع الافتراضي بقيمة 3 ملايين دولار تسمى "تروث ترافيلر" "Truth Traveller".
في يوليو 2021 ، أعلنت آرك انكاونتر عن خطط توسيع. تضمنت هذه الخطط صرحا جذابا لبرج بابل ، ونموذجا مصغرا داخلي لما قد تبدو عليه مدينة القدس في زمن يسوع ، ودوامة دائرية ذات طابع خاص. وفقًا لحام ، فإن جاذبية برج بابل تهدف إلى مواجهة العنصرية من خلال إظهار أن البشرية تنحدر من سلف مشترك .

## في وسائل الإعلام

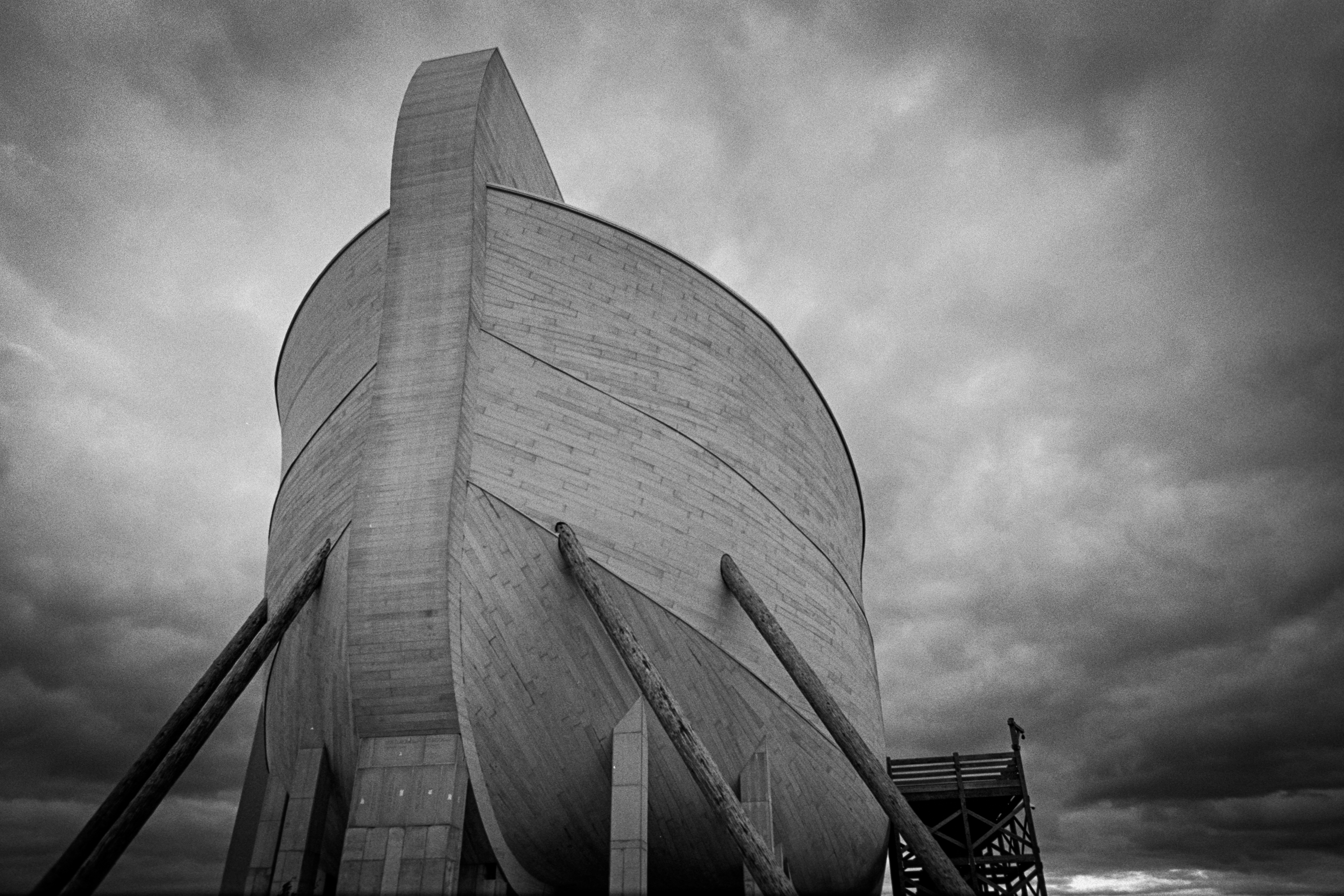
منظر لـ آرك انكاونتر خارج مستوى الأرض من أكتوبر 2016

في 22 أكتوبر 2016 ، استضاف المنتزه لقاء السفينة ( أرك انكاونتر ) العرض الأول لفيلم المبشر The Atheist Delusion ، للفنان راي كمفورت .
قام أوزي أوزبورن وابنه جاك بزيارة آرك انكاونتر في أبريل 2017 لتصوير حلقة من المسلسل التلفزيوني الواقعي Ozzy &amp; Jack's World Detour . الحلقة بعنوان "كانتاكي فريد أوسبورن " ، تم بثها على A&E في 29 نوفمبر 2017.
تم تصنيف آرك انكاونتر على أنها "مشهد الأسبوع" في الفترة من 1 إلى 7 يناير 2018 ، بواسطة موقع RoadsideAmerica.com لدوغ كيربي . أعطى الموقع آرك انكاونتر أعلى تصنيف لها ("The Best") ، مشيرًا إلى أن "آرك هو صرح جذب سياح يجب زيارته - فقط لأنه من غير المحتمل أن تزور أي شيء آخر مثله". وصفت المراجعة السفينة بأنها "سفينة أمريكية متقنة للغاية ، حيث نوح وعشيرته في قالب الحجاج المكتفين ذاتيًا والرواد المبتكرين" (التأكيد في الأصل).
في 17 فبراير 2020 ، بثت قناة PBS فيلمًا وثائقيًا عن منتزه آرك انكاونتر بعنوان " نحن نعتقد بالدناصورات" . صرح صانعو الفيلم أن نيتهم كانت إنتاج "نظرة غير قضائية على آرك انكاونتر وتاريخها" ، ولكن عند الإصدار ، وصف كين هام الفيلم بأنه "قطعة دعائية مدفوعة بأجندة لا ترقى إلى مستوى حقيقي وثائقي". تابع المخرجان "مونيكا لونج روس" و "كلايتون براون" حكاية "منظمة دينية تخلق علومها البديلة في متحف ذي مظهر شرعي".
تم اختيار آرك انكاونتر كأفضل معرض ديني في حفل توزيع جوائز اختيار القراء لعام 2020 USA Today /10Best.com. واحتل متحف الخلق المرتبة الثانية. تم إيقاف الاقتراع على الجائزة خلال جائحة COVID-19 ، ثم تم استئنافه في عام 2023 ، عندما تم التصويت مرة أخرى على آرك انكاونتر و ومتحف الخلق للمرة الأولى والثانية على التوالي ، في فئة أفضل متحف ديني.

## الحضور

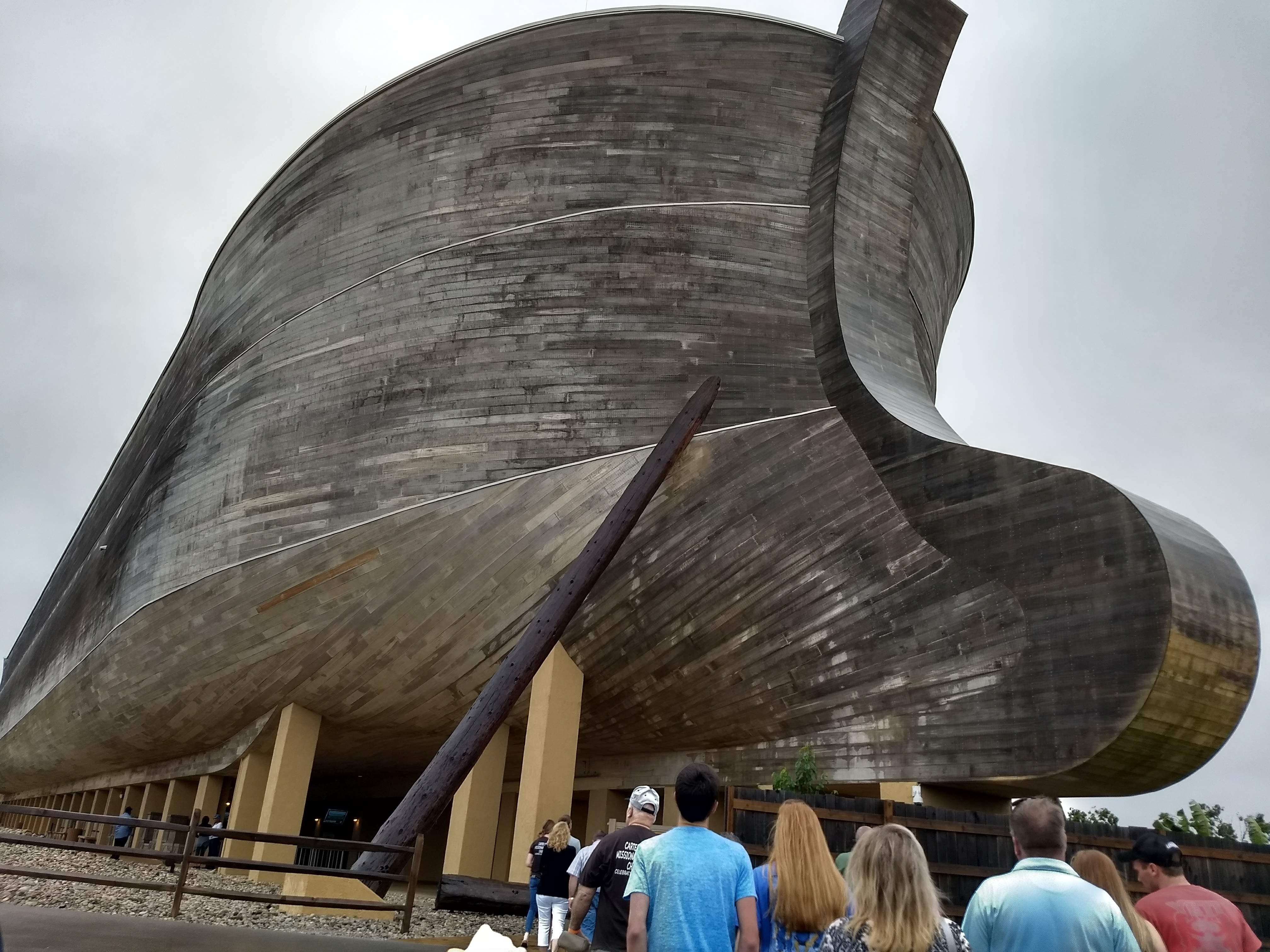
مقدمة السفينة وأمامها سياح

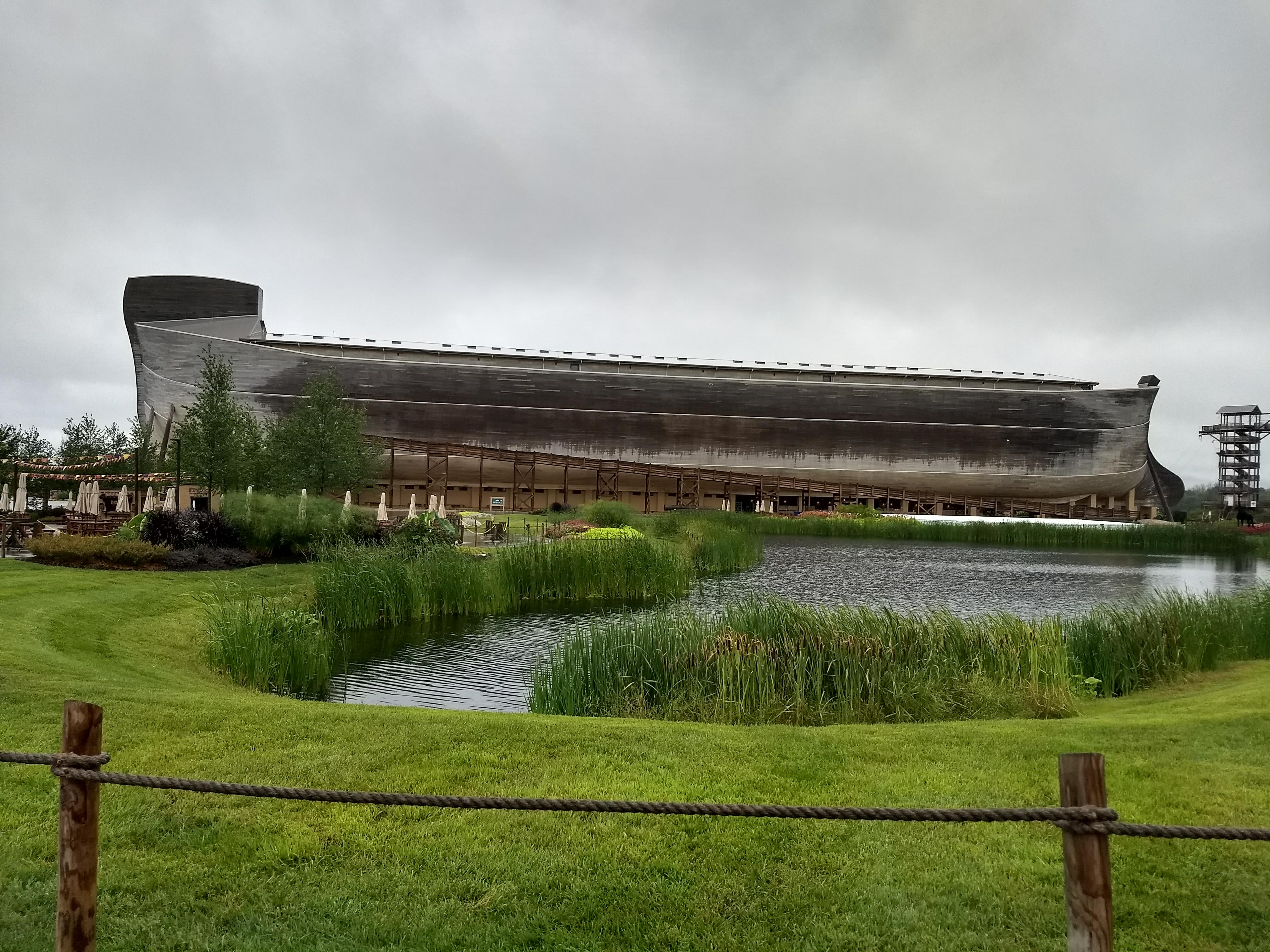
منظر السفينة من بعيد.

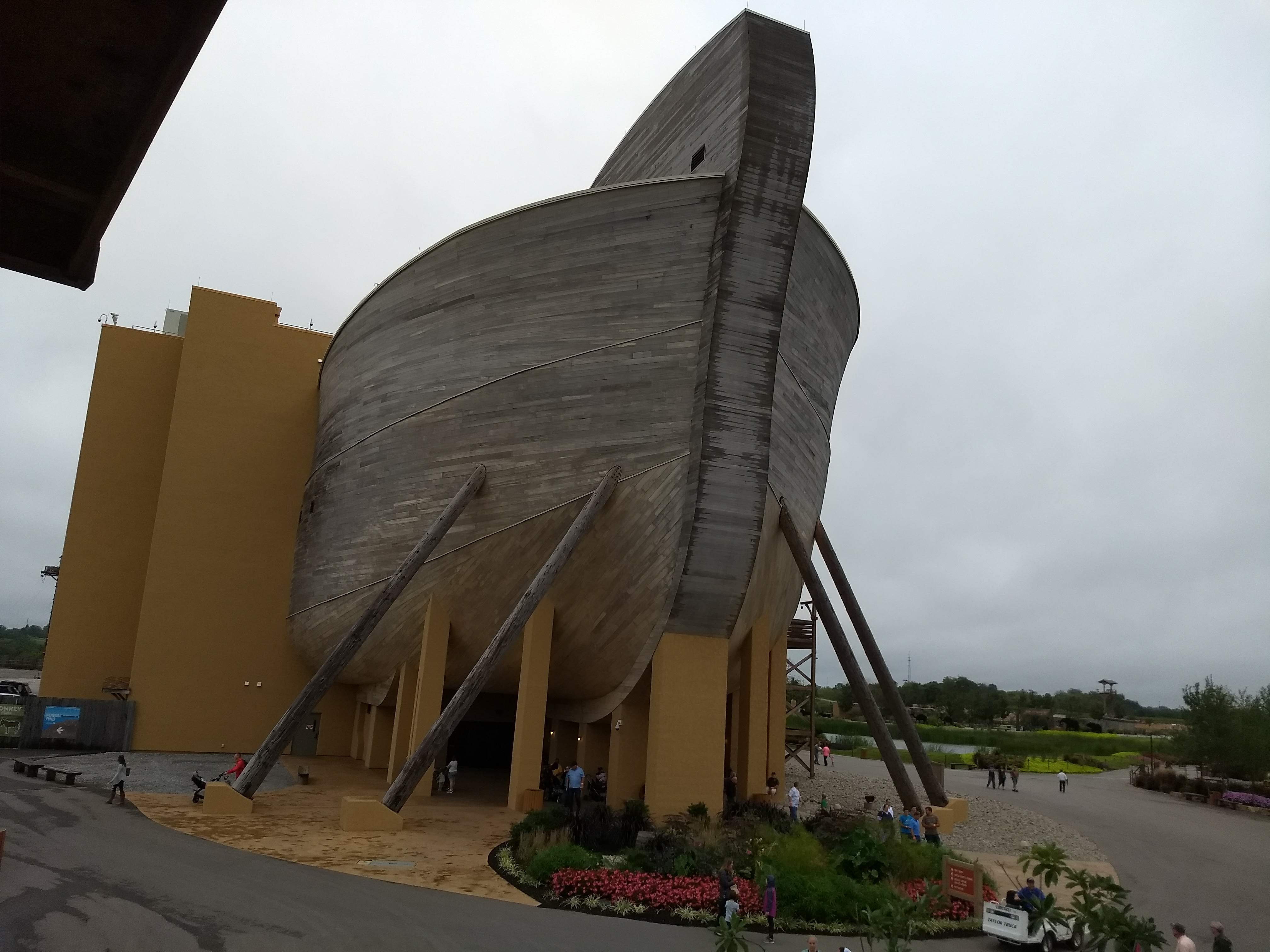
مؤخرة السفينة ومساند.

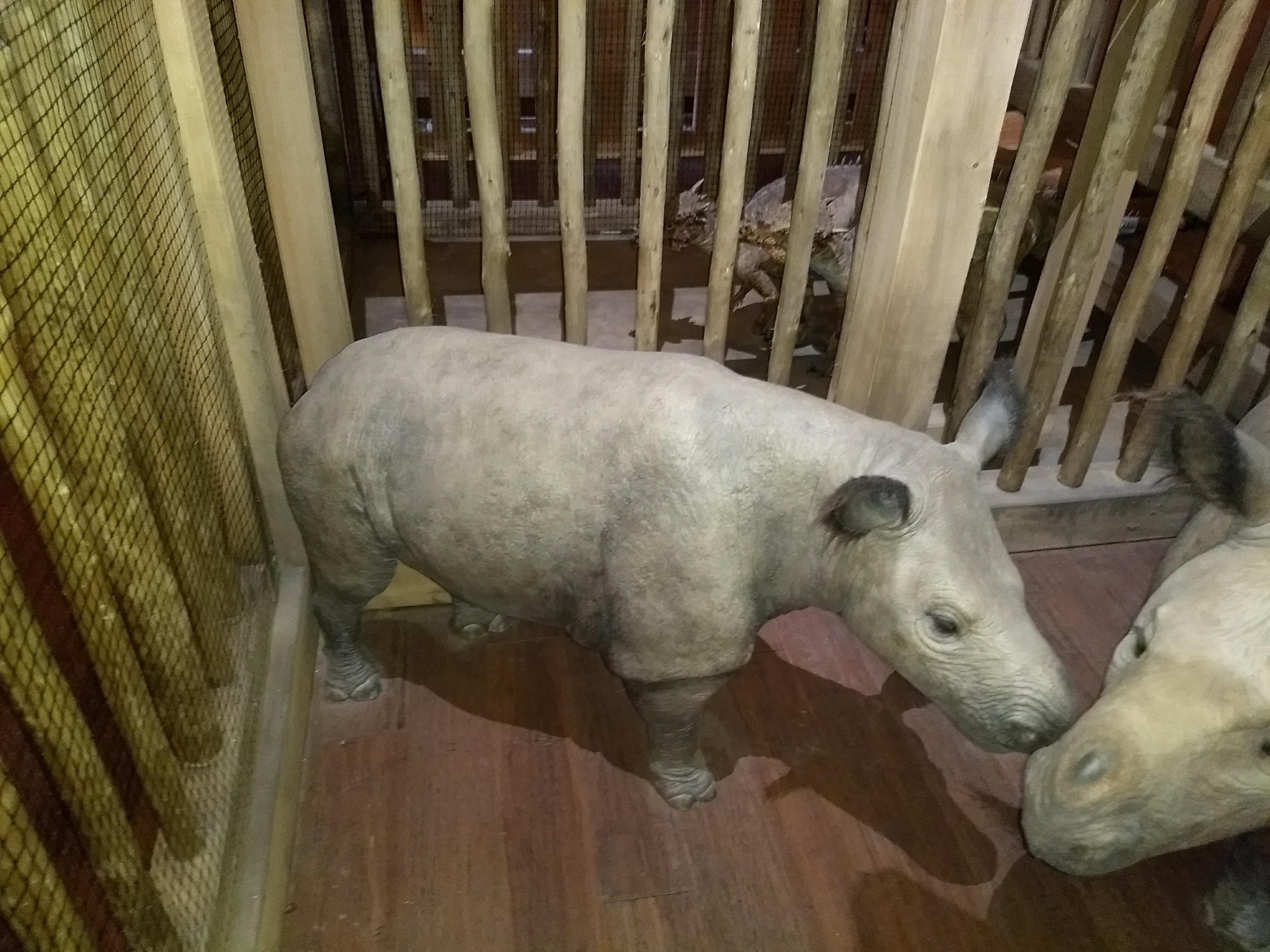
أمثلة لاقفاص الحيوانات: (في المقدمة) لوحيد القرن ، (وفي الخلف) ديناصور.

توقعت AiG في البداية الحضور السنوي لجذب ما بين 1.4 - 2.2 مليون شخص. بعد عام من التشغيل ، أبلغت AiG عن حضور حوالي 1 مليون ، عزا انخفاض العدد إلى الافتتاح في منتصف الموسم السياحي.
في 24 فبراير 2017 ، صرح المدير التنفيذي لغرفة التجارة في مقاطعة "غرانت " ، جيمي بيكر ، أن آرك قد جذبت سياحة إضافية إلى المنطقة ، وأن التحدي الآن هو توسيع أماكن الإقامة وغيرها من المرافق المحلية من أجل تحويل هذا إلى نمو اقتصادي للمقاطعة. وفي شهر آذار (مارس) ، قدم مكتب شمال كنتاكي للمؤتمرات والزوار جائزة نجمة السياحة لعام 2016 لمسابقة آرك انكاونتر 
أبلغ رئيس المكتب "إريك سام" عن 23 مليون دولار زيادة في إنفاق الزائرين في عدة مقاطعات مثل بوون وكينتون ومقاطعة كامبل  المجاورة في عام 2016 مقارنة بعام 2015 ، وهو العام الذي استضافت فيه المنطقة بطولة دوري البيسبول التي حضر فيها كل النجوم . أرجع "سومه" جزءًا كبيرًا من الزيادة في الإنفاق والإشغال الفندقي إلى افتتاح "آرك انكاونتر" وتوسيع نطاق الجذب الشقيق للسياح ، متحف "إيه أي جي " ،و"متحف الخلق" . في يونيو 2017 ، صرح العمدة "جيم م ويلز" في مدينى "دراي ريدج"، بولاية كنتاكي ، أن آرك انكاونتر كان لها تأثيرا إيجابيا على المدينة ، حيث زادت معدلات إشغال الفنادق من 60% إلى 98 % منذ افتتاح صرح جذب الزوار.
في يوليو 2018 ، أطلقت مجموعة أثينا للضيافة ومقرها ناشفيل حجر الأساس لتطوير فندق ومطعم في "دراي ريدج" ، مشيرة إلى الحاجة إلى المزيد من أماكن الإقامة لزوار آرك انكاونتر كدافع . سيستوعب التطوير المخطط له ثلاثة فنادق وثلاثة مطاعم ، مع الفندق الأول ، ومن المتوقع افتتاح أجنحة كومفورت المكونة من 80 غرفة في الربع الثالث من عام 2019.
في نهاية العام الثاني لـ "آرك انكاونتر" من يوليو 2017 إلى يونيو 2018 ، أبلغت مجموعة "إيه أي جي" عن حضور مليون زائر لهذا العام. عكست إيرادات ضرائب المقاطعة (والتي تسمى  "تقييم السلامة") من مبيعات التذاكر المدفوعة ما يقرب من 860.000 دولار دخول مدفوعة. كان الرصيد الأكبر من الأطفال الصغار والأشخاص الذين لديهم تصاريح طويلة الأجل ، والذين لم يطلبوا دخول تذكرة مدفوعة الأجر. نظرًا لأن مدينة "ويليامزتاون " أسست ميزانيتها السنوية على توقعات الحضور الخاصة بـ أيه أي جي  ، فقد اضطرت المدينة إلى تعديل ميزانيتها لأسفل عندما انخفض عدد الضيوف الذين يدفعون المقدرون بـ 1 مليون زائر .
في عام 2020 ، أشار عمدة "ويليامزتاون"  "ريك سكينر "إلى أن متوسط حضور آرك إنكاونتر  كان أعلى بنحو عشرة بالمائة مما توقعته المدينة حتى إغلاقها المؤقت بسبب مرض كوفيد-19. في نهاية السنة المالية ، انخفضت الإيرادات من" تقييم السلامة  " بنسبة 20 بالمائة عن التوقعات.
في عام 2021 ، عادت "آرك إنكاونتر  " إلى أرقام الحضور لعام 2019 وسجلت أرقامًا قياسية للحضور لأيام معينة خلال فصل الصيف. كانت الأعمال التجارية المحلية أيضا مزدهرة نتيجة لزيادة السياحة إلى آرك إنكاونتر و Creation Museum. وفي أبريل 2021 ، كان متحف آرك إنكاونتر   و" متحف الخلق"   يستعدان للترحيب بالزائر رقم 10 مليون تمامًا.

## الخلافات حول الحوافز الضريبية
تم تقسيم المنظمات المكرسة لدعم الفصل بين الكنيسة والدولة حول مسألة تقديم الحوافز الضريبية لـ "آرك انكاونتر" . ورأى باري دبليو لين من منظمة أمريكيون متحدون من أجل الفصل بين الكنيسة والدولة ، أن "الحكومة لا ينبغي أن تقدم حوافز ضريبية للمشاريع الدينية. يجب أن يكون الدين مدعومًا بالتبرعات الطوعية ، وليس الحكومة ". رد "بيل شارب "، محامي الموظفين بالاتحاد الأمريكي للحريات المدنية في كنتاكي ، أن "المحاكم وجدت أن منح مثل هذه الإعفاءات الضريبية على أساس غير تمييزي لا ينتهك شرط التأسيس ، حتى عندما يتعلق الإعفاء الضريبي بغرض ديني".
أثار "إدوين كاجين" من الملحدين الأمريكيين صعوبة التقاضي ضد الحوافز التي توفرها قوانين الولاية ، قائلاً: "تمت صياغة التشريع بحيث يمنح هذا الحافز لأي منظمة ستزيد السياحة في كنتاكي . كتب مجلس تحرير ليكسينغتون هيرالد "ليدر " أن "آرك هي شركة خاصة تسعى لتحقيق أن آرك انكاونتر تربح من موضوع الكتاب المقدس. على هذا النحو يبدو أنه يحق لها التقدم بطلب للحصول على حوافز من الأرباح الموعودة مثل أي شركة خاصة أخرى هادفة للربح في كنتاكي. "  ومع ذلك ، كان مجلس الإدارة ينتقد استخدام الحوافز لجذب الوظائف منخفضة الأجر وتسهيل بناء عامل جذب وصفه بأنه معادٍ "للعلم والمعرفة والتعليم" ، والذي يمكن أن يكون منفّرًا "لنوع أصحاب العمل الذين يرغبون في ذلك. توفير وظائف جيدة الأجر مع مستقبل حسن".
العمدة "بشير"[أي منها؟] فضل الحوافز ، قائلاً "إن سكان كنتاكي لم ينتخبوني حاكمًا لمناقشة الدين. قال بشير إنهم انتخبوني محافظًا لخلق فرص عمل "، مضيفًا:" أنه لا يوجد شيء  غير دستوري بعيدًا عن منظمة هادفة للربح تدخل وتستثمر 150 مليون دولار لخلق فرص عمل في كنتاكي وجلب السياحة إلى كنتاكي ". رداً على طلب السجلات المفتوحة من جريدة "ليكسينجتون -هارلد  ليدر ، اعترف مكتب "بشير " لاحقًا بأنه لم يطلع على دراسة الجدوى المذكورة في بيانه الصحفي ، وقال ممثل الإدارة إنه سيتعين على إدارة السياحة بالولاية إجراء دراستها الخاصة بالمنتزه لتكون مؤهلة للحصول على الحوافز.
توقعت الدراسة التي أجراها مكتب هاندن ستراتيجيك بارتنر بتكليف من الدولة والتي دفعتها شركة آرك انكاونتر ، إل إل سي ، أن الحديقة ستجذب ما يقرب من 1.4 مليون زائر سنويًا ، ولكن يمكن أن تطلب من الولاية توسيع تقاطع الطريق السريع 75 في ويليامزتاون ، بتكلفة إضافية للولاية تبلغ حوالي 11 مليون دولار. في مقال افتتاحي في أواخر ديسمبر 2010 تساءلت صحيفة كورير- جورنال عن التكلفة المحتملة على حكومة الولاية للمشروع ، بما في ذلك تحسينات الطرق السريعة واحتمال أن تسعى الزيادات في البنية التحتية لصناعة السياحة إلى مزيد من الدعم. في مايو 2011 صوتت هيئة تمويل تنمية السياحة في كنتاكي بالإجماع على منح حوافز تصل إلى 43.1 مليون دولار  إلى آرك انكاونتر و LLC للمشروع ، بحلول ذلك الوقت من المتوقع أن تكلفة 172 مليون دولار.
في يونيو 2017 ، قال القاضي التنفيذي في مقاطعة غرانت "ستيفن بي وود" لصحيفة ليكسينغتون هيرالد-ليدر أن الحوافز الضريبية المقدمة إلى آرك انكاونتر كانت "صفقة سيئة لدافعي الضرائب". على الرغم من أن تقييم الممتلكات داخل منطقة تمويل الزيادة الضريبية في "آرك انكاونتر"  قد زاد من 1.3  مليون دولار في عام 2011 إلى 55  مليون دولار في عام 2017 ، بموجب شروط صفقتها مع آرك انكاونتر ، احتفظت المقاطعة بـ 63000 دولار فقط من 250.000 دولار من ضرائب الملكية التي تم جمعها داخل المنطقة ، مع عودة الباقي إلى المنتزه. تم إعفاء الضرائب المدرسية من الصفقة ، وشهدت مدارس مقاطعة جرانت زيادة بنسبة 58٪ من عائدات ضريبة الأملاك من عام 2016 إلى عام 2017.
في أبريل 2017 ، نفذت مدينة ويليامزتاون "تقييمًا للسلامة" بقيمة 50 سنتًا لكل تذكرة تم بيعها في آرك انكاونتر ولمنتزه " ويليامزتاون فاميلي فن بارك" Williamstown Family Fun Park ، لتحديث معدات الطوارئ في المدينة لخدمة مناطق الجذب بشكل كافٍ. وأكدت "أيه أي جي"  أن التقييم -  باعتباره أكبر عوامل الجذب الثلاثة - وضع حصة لا داعي لها من التكلفة على آرك انكاونتر. وبعد أن رفض مسؤولو ويليامزتاون طلب أيه أي جي  بتعلية سقف حصتها من التكلفة ، أولاً عند 350.000 دولار ثم بعد ذلك إلى مبلغ 500.000 دولار ، باعت آرك انكاونتر LLC قطعة الأرض الرئيسية لجذبها إلى الشركة التابعة غير الربحية ، "شركة كروسووتر كانيون " ، مقابل 10 دولارات وطلبت إعفاءها،  من الرسوم بناءً على وضعهم ككيان ديني. ورفض مسؤولو المقاطعة هذا الطلب.
في عام 2020 ، ذكرت صحيفة جرانت كاونتي نيوز سبريس أن متنزه "ويليامزتاون فامياي فن بارك" قد أغلق ، وأصبحت "حدائق مين ستريت " غير هادفة للربح ، مما أعفاها من دفع تقييم السلامة وترك آرك انكاونتر باعتبارها النشاط التجاري الوحيد الذي تأثر. أنتج التقييم 432،776 دولارًا في الإيرادات للمدينة في السنة المالية 2018/19 ، أي ما يعادل 865،553 تذكرة مدفوعة خلال السنة المالية. أشارت صحيفة نيوز أكسبريس إلى أن هذا الرقم يستثني الأطفال الذين تقل أعمارهم عن 5 سنوات والأعضاء مدى الحياة في آرك انكاونتر ، حيث لا تتطلب أي من المجموعتين تذكرة مدفوعة للدخول.
أشارت الصحيفة أيضًا إلى أنه في عام 2020 ، غيّرت آرك انكاونتر أسعارها للسماح بدخول مجاني للأطفال دون سن العاشرة الذين يزورون صرح الجذب السياحي مع شخص بالغ يدفع تذكرته؛ قال عمدة ويليامزتاون "ريك سكينر " إنه يعتقد أن هذا سيجذب المزيد من الزوار إلى الحديقة ، مما يعوض أي خسارة محتملة في إيرادات المدينة من التذاكر التي كان من الممكن بيعها للأطفال الذين تتراوح أعمارهم بين 6 و 10 سنوات.
في 18 يوليو 2017 ، أخطرت ولاية كنتاكي بأن بيع العقار "آرك انكاونتر " إلى "كروسووتر كانيون" يضعهم في انتهاك لاتفاقهم مقابل 18 مليون دولار في الحوافز الضريبية. بعد ثلاثة أيام ، عكست كروسووتر كانيون البيع ، ونقلت الأرض مرة أخرى إلى آرك انكاونتر ، LLC مقابل 10 دولارات. في 25 يوليو ، قالت آرك انكاونتر إنهم سيدفعون تقييم السلامة وكانوا يجمعونه على التذاكر التي تم بيعها بدءًا من 1 يوليو 
في بيان عام ، قال المتحدث باسم أيه أي جي  ، مارك لوي ، "إن تقديم طلب الإعفاء باعتباره مؤسسة دينية غير هادفة للربح (كما هو مسموح به في القانون) ، تم في محاولة لجعل المقاطعة تغير الصياغة كما هي حاليًا ، والتي سوف يعفي آرك انكاونتر . لم يكن لتجنب دفع نصيبها العادل ، كما اقترحت بعض المقالات. "  لم تقدم AiG أي تفسير رسمي لنقل الأرض من /أو إلى كروس، والذي كان مسؤولو كارتر كانيون وليامزتاون يخشون أن يكونوّن محاولة لتجنب دفع ضرائب الممتلكات. ذكرت صحيفة Grant County News and Express في ديسمبر 2017 أن تقييم السلامة قد حقق ما يقرب من 213000 دولار للمدينة في أربعة أشهر ، مع دفع أقل من 500 دولار من هذا المبلغ بواسطة مناطق الجذب الأخرى غير آرك انكاونتر.

## بعض الصور

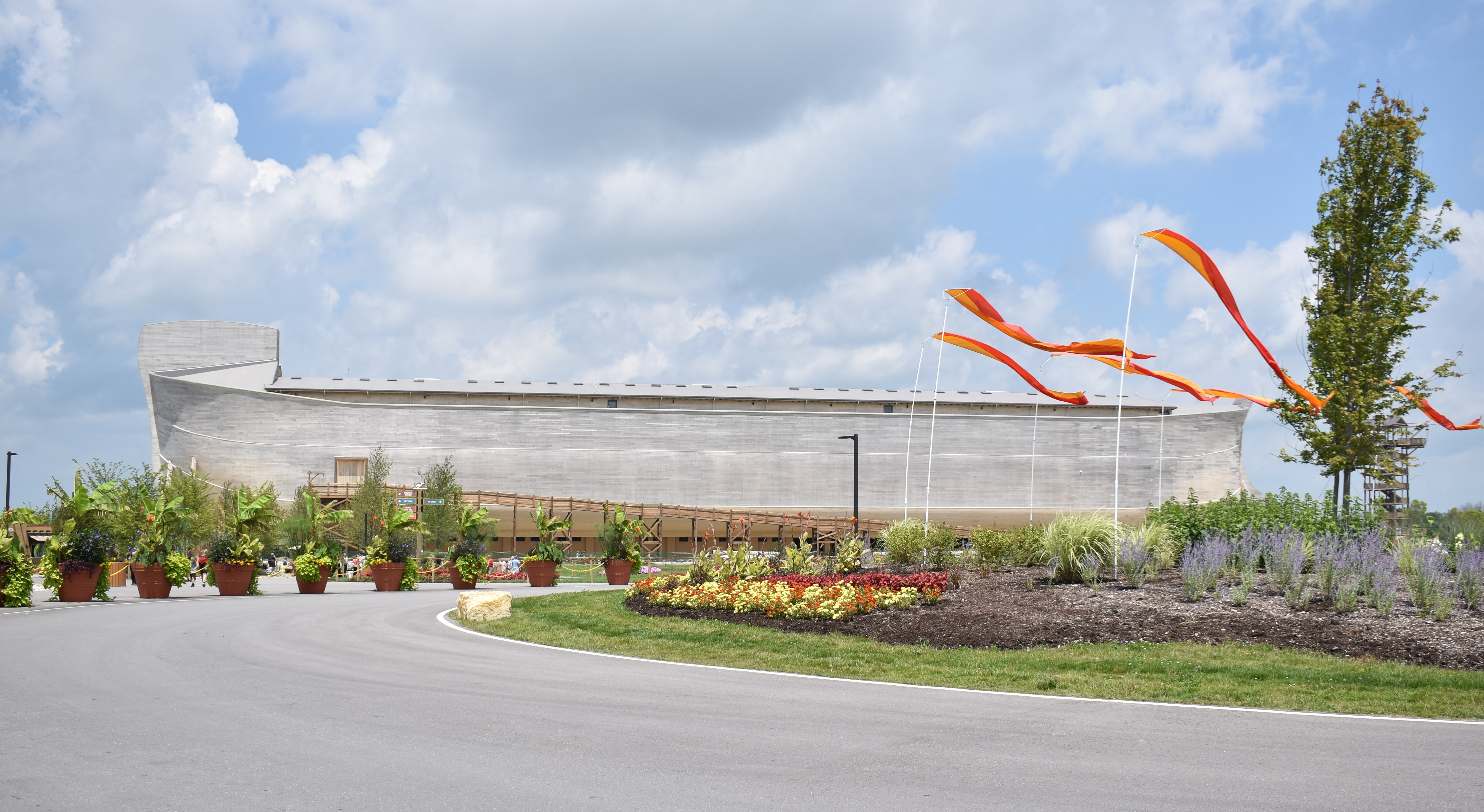
منظر من بعيد
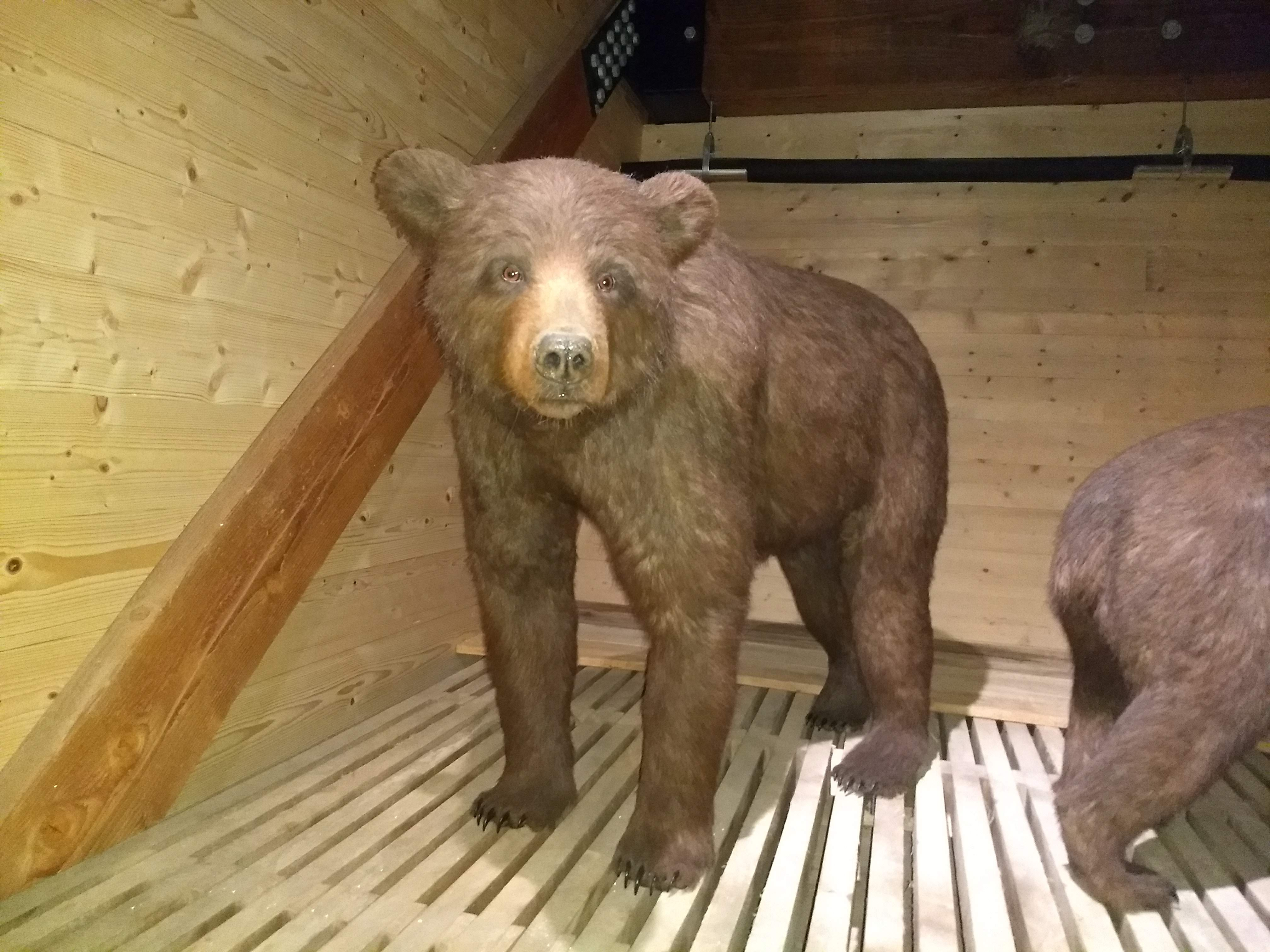
دب
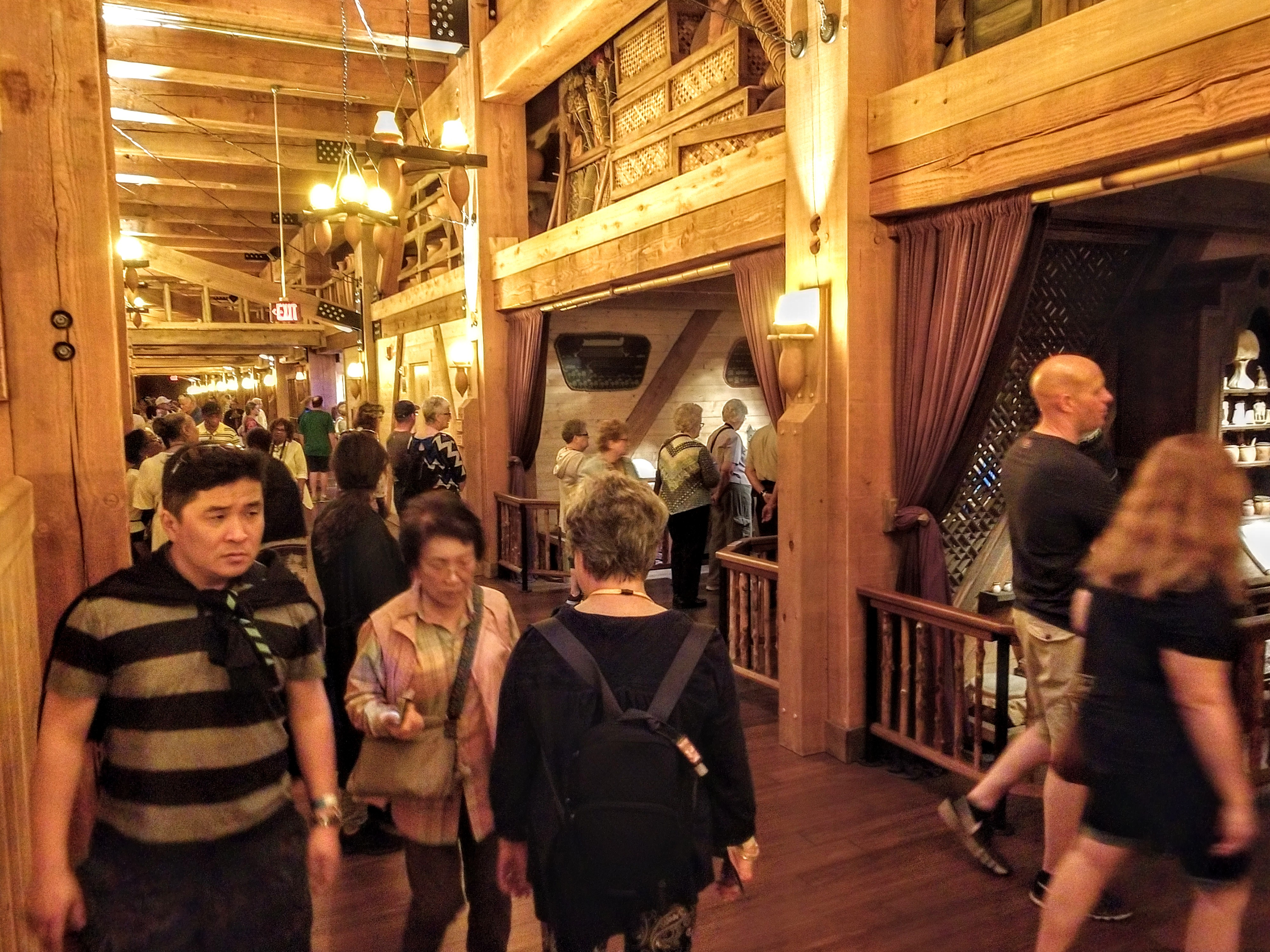
منظر في الداخل

## الجدل حول سياسات التوظيف
قدمت "منظمة أمريكيون متحدون من أجل فصل الكنيسة عن الدولة" التماسًا إلى هيئة تمويل تنمية السياحة في كنتاكي في أغسطس 2014 لسحب موافقتها الأولية على الحوافز الضريبية لـ "آرك انكاونتر" بسبب ممارسات التوظيف في شركة أيه أي جي  ، والتي تطلبت من جميع المتقدمين اعتناق المسيحية والتوقيع على إقرار الإيمان. مما يشهد على معتقداتهم بخلق الأرض الفتية وأن المثلية الجنسية خطيئة من بين متطلبات أخرى. رد "زوفاث" بأن سياسات التوظيف الخاصة بـ "آرك انكاونتر" لم تتم كتابتها بعد ، وأن سياسات التوظيف الخاصة بـ أيه أي جي  لا ينبغي أن تكون عاملاً لأن شركة "آرك انكاونتر إل إل سي " كانت الكيان الذي يتلقى الحوافز.
ردًا على التماس "أمريكان يونايتد" ، قال متحدث باسم وزارة السياحة والفنون والتراث في كنتاكي: "كشرط لأي برنامج حوافز، يجب أن تتبع جميع المشاريع جميع قوانين الولاية والقوانين الفيدرالية، بما في ذلك جميع القوانين المتعلقة بالتوظيف". بعد التماس أمريكان يونايتد، دعت هيئة تحرير ليكسينغتون هيرالد-ليدر أيضًا إلى إلغاء الحوافز.
في ديسمبر 2014، أعلن "ستيوارت" أنه سيتم سحب الحوافز، لأن المنشأة كانت ستُستخدم للتلقين الديني بدلاً من كونها منطقة جذب سياحي، وبسبب شكاوى التمييز في التوظيف.[136] خلال عطلة عيد الميلاد، أجرت "أيه أس جي" AiG حملة علاقات عامة عبر لوحات إعلانية لدعم المشروع في العديد من المناطق الحضرية في كنتاكي ولوحة إعلانية رقمية في "تايمز سكوير" بمدينة نيويورك.
رفعت شركة "آرك إنكاونتر  LLC " دعوى قضائية ضد الولاية بتهمة التمييز الديني في فبراير 2015.[138] مثّل مايك جونسون، كبير مستشاري الحرس الحر، شركة "إيه أي جي"  مجانًا في الدعوى، التي زعمت أن ولاية كنتاكي انتهكت حقوق حرية التعبير المنصوص عليها في التعديل الأول لـ Ark Encounter برفضها الحوافز.[138] أكد مسؤولو AiG أن الحوافز، التي قد تبلغ قيمتها 18 مليون دولار، ليست ضرورية لإكمال بناء السفينة، لكنها ستسرع الجدول الزمني لبناء مراحل إضافية من آرك إنكاونتر  .[139] بعد انتخاب المحافظ "مات بيفين" خلفًا لـ "ستيف بشير ]] حاكمًا في نوفمبر 2015، قال زعيم الأغلبية في مجلس شيوخ كنتاكي "دامون ثاير" إنه سيشجع إدارة الحاكم الجديد على إعادة الحوافز الضريبية وجعل دعوى أيه أي جي غير ذات جدوى، لكن "هام" أصر على أن أيه اي جي تفضل الفصل في الأمر لإرساء سابقة قانونية.[140]
في 25 يناير 2016 حكم القاضي الفيدرالي "جريجوري إف. فان تاتنهوف"  من المحكمة الجزئية الأمريكية للمنطقة الشرقية من كنتاكي لصالح AiG في قضية "آرك إنكاونتر  LLC" وآخرين ضد "بوب ستيوارت "وآخرين، وأمر الولاية بالبدء في معالجة طلب حوافز الاسترداد الضريبي التي ستصبح متاحة بمجرد افتتاح منتزه آرك انكاونتر . وأعلن "بيفين" أن الولاية لن تستأنف قرار "فان تاتنهوف"، واستبدل لاحقًا أربعة من الأعضاء التسعة في هيئة تمويل تنمية السياحة. بدأت شركة آرك انكاونتر  (لقاء السفينة)  في الإعلان عن شغل ما بين 300 إلى 400 وظيفة في المنتزه  في أبريل 2016؛ وكان مطلوبًا من المتقدمين التوقيع على بيان إيمان قبل التوظيف.[144] وبعد أسبوعين، وافقت هيئة تمويل تنمية السياحة على الحوافز.[8]

## أنظر أيضا
- سفينة حتشبسوت
- أسطورة الفيضان
- قائمة أساطير الفيضانات
- النسخ المتماثلة لسفينة نوح ومشتقاتها
- علم الكونيات الديني